# Бернітт
Бернітт (нім. Bernitt) — громада в Німеччині, розташована в землі Мекленбург-Передня Померанія. Входить до складу району Росток. Складова частина об'єднання громад Бютцов-Ланд.
Площа — 73,33 км2. Населення становить 1590 ос. (станом на 31 грудня 2020).

## Галерея

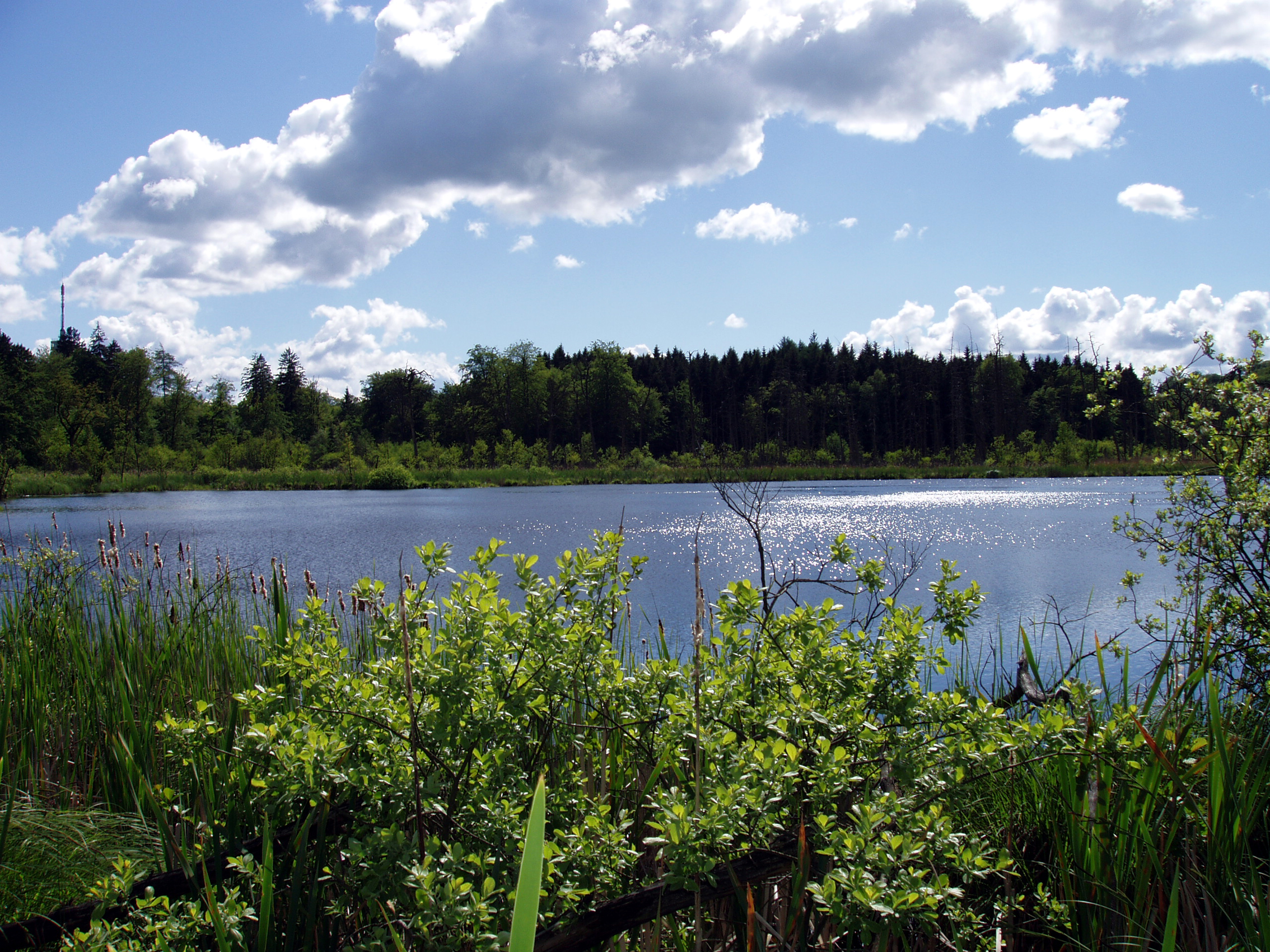
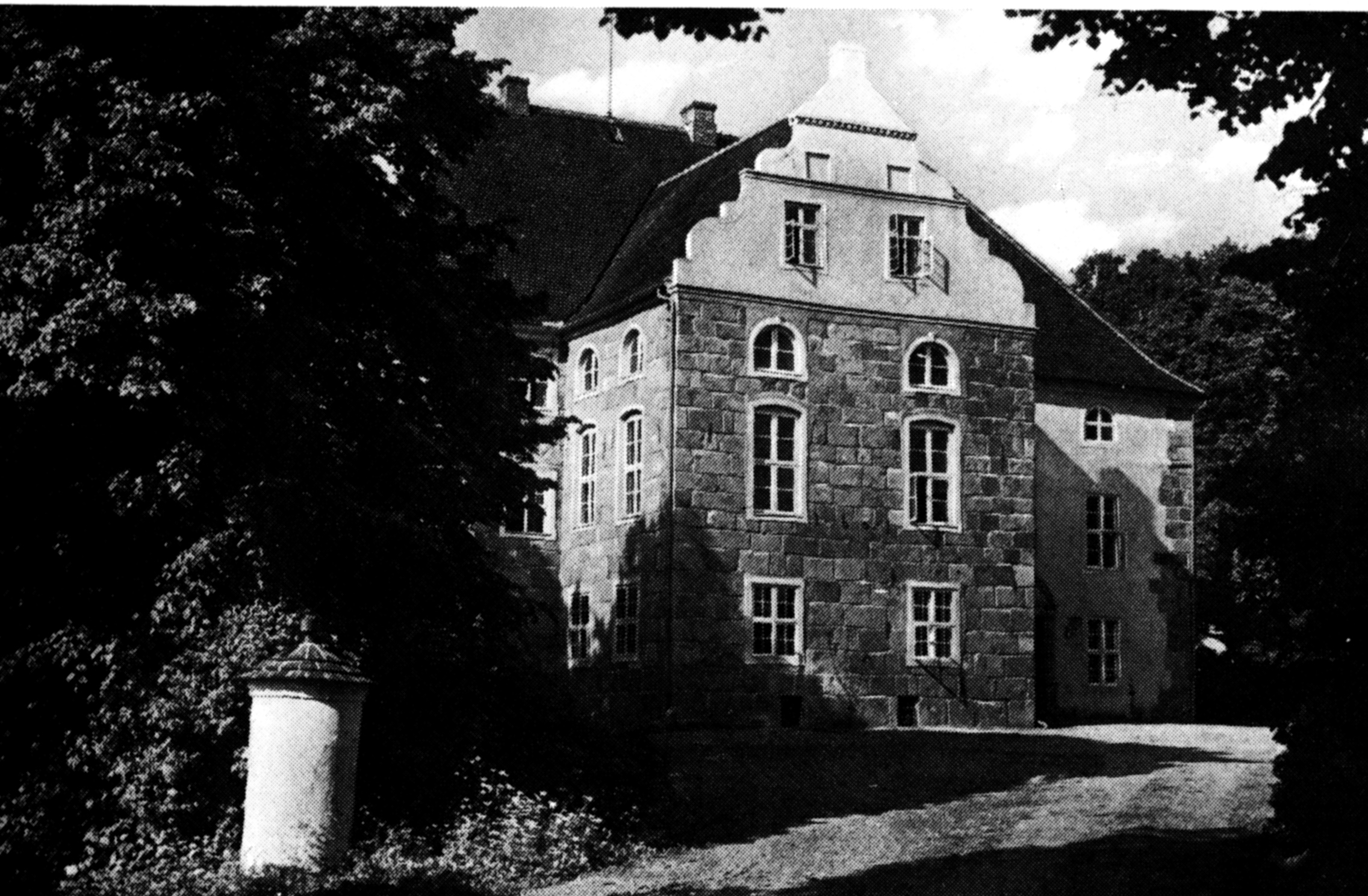
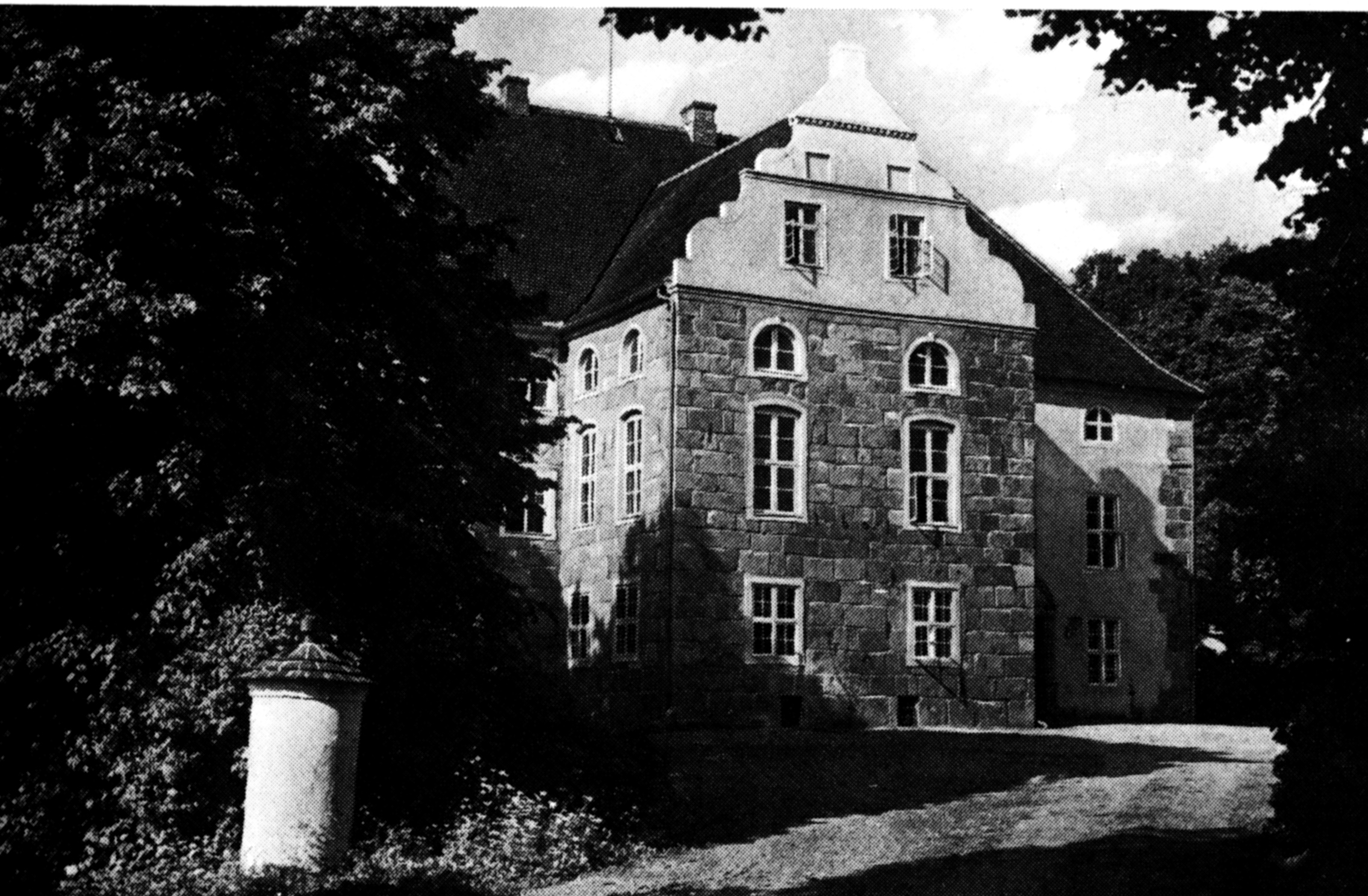
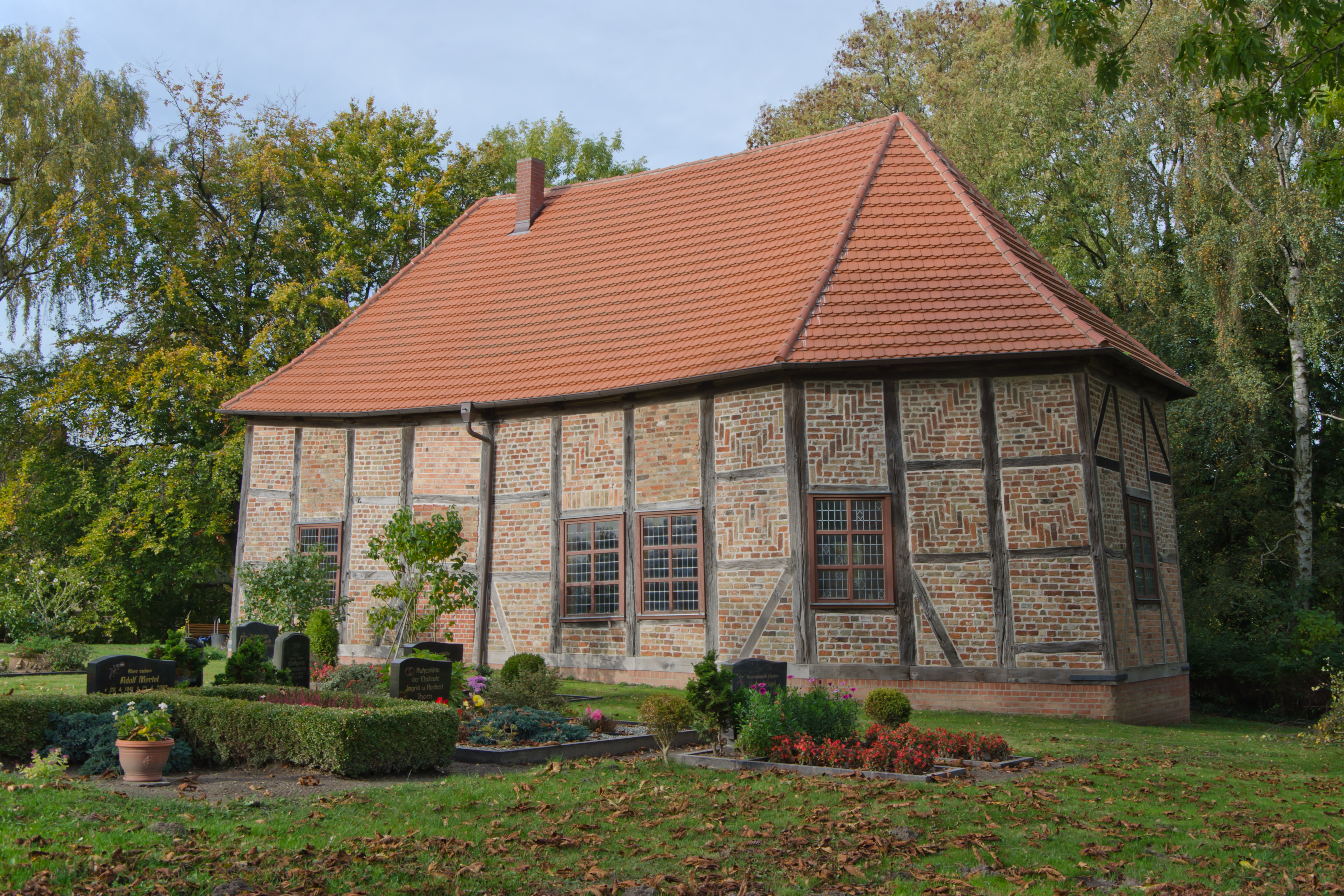
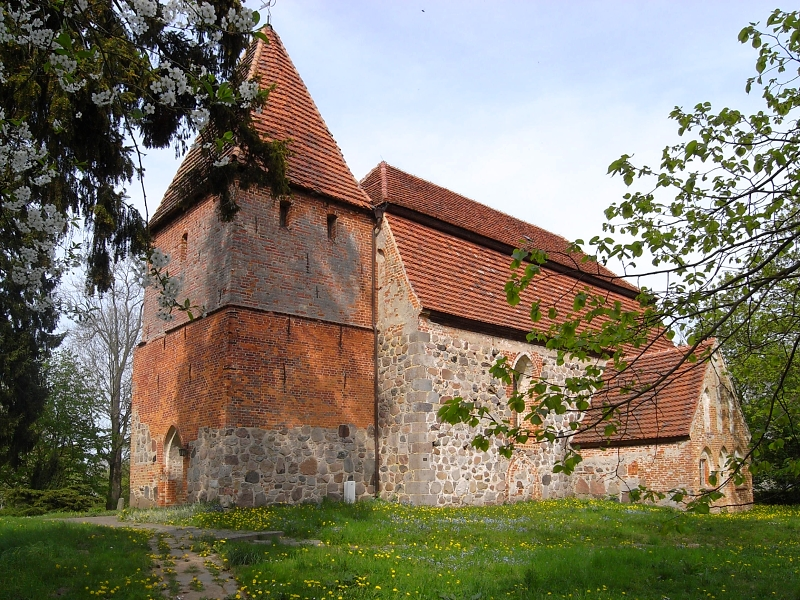